# Luigi Borro

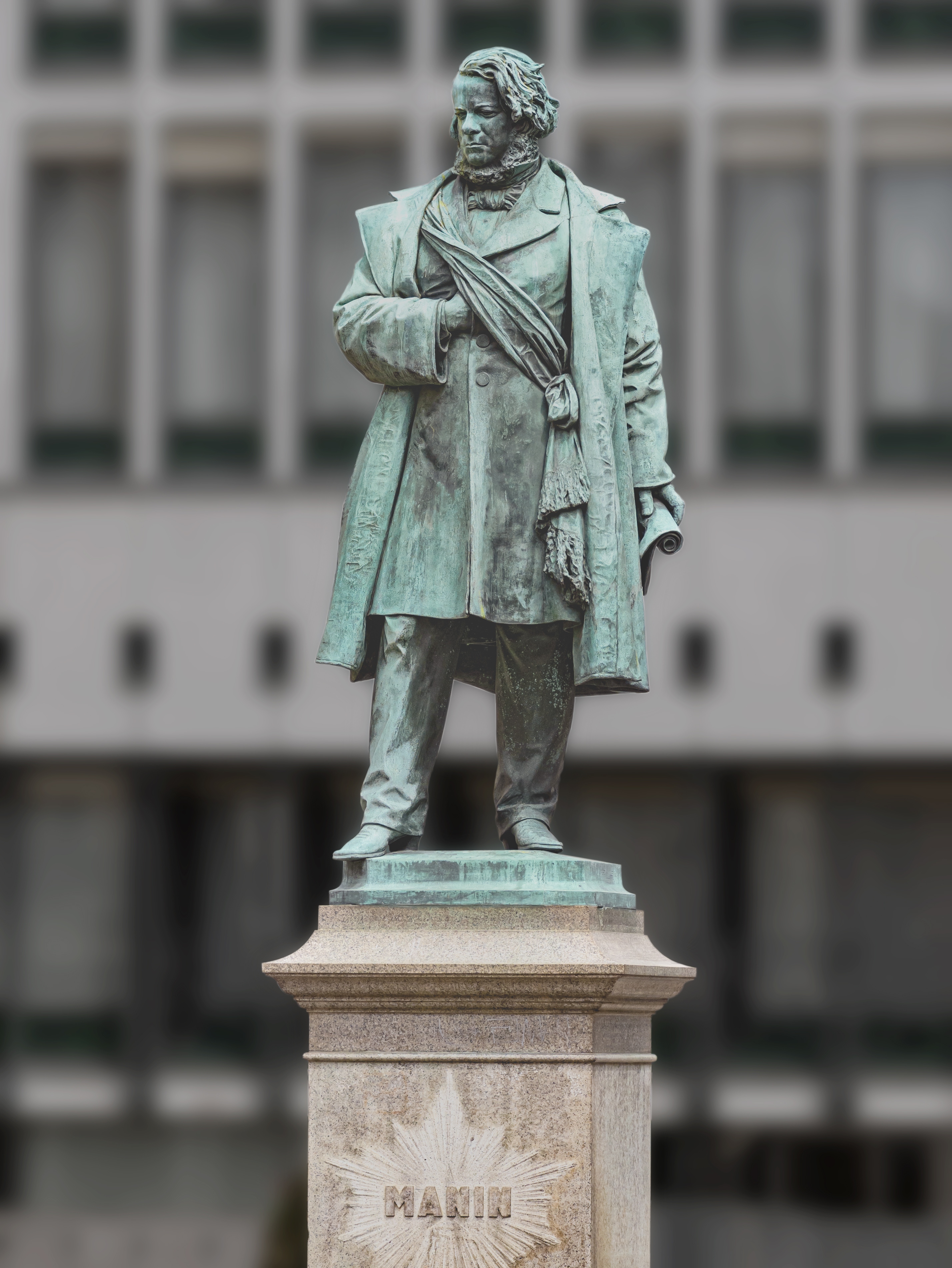
Monumentet över Manin

Luigi Borro, född 29 juli 1826 i Ceneda (en del av Vittorio Veneto), död 6 januari 1880 i Venedig, var en italiensk skulptör.
Luigi Borros mest kända verk är monumentet över Daniele Manin (1875), vilket är uppställt i Venedig på campo Manin.